# Офіційні назви Південно-Африканської Республіки
Список включає 11 офіційних назв Південно-Африканської Республіки на всіх її офіційних мовах: англійською, африкаанс, венда, зулу, коса, ндебеле, сваті, північній сото, південній сото, тсвана, тсонга. Всі назви затверджені конституцією країни.
| Мова          | Офіційна назва                     | Скорочена назва   |
| ------------- | ---------------------------------- | ----------------- |
| Англійська    | Republic of South Africa           | South Africa      |
| Африкаанс     | Republiek van Suid-Afrika          | Suid-Afrika       |
| Венда         | Riphabuḽiki ya Afurika Tshipembe   | Afurika Tshipembe |
| Зулу          | iRiphabhuliki yaseNingizimu Afrika | iNingizimu Afrika |
| Коса          | iRiphabliki yomZantsi Afrika       | uMzantsi Afrika   |
| Ндебеле       | IRiphabliki yeSewula Afrika        | iSewula Afrika    |
| Південна сото | Rephaboliki ya Afrika Borwa        | Afrika Borwa      |
| Північна сото | Repabliki ya Afrika-Borwa          | Afrika Borwa      |
| Сваті         | iRiphabhulikhi yeNingizimu Afrika  | iNingizimu Afrika |
| Тсвана        | Rephaboliki ya Aforika Borwa       | Aforika Borwa     |
| Тсонга        | Riphabliki ra Afrika Dzonga        | Afrika-Dzonga     |

Раніше також використовувалась назва:
| Мова          | Офіційна назва            | Скорочена назва | Період      |
| ------------- | ------------------------- | --------------- | ----------- |
| Нідерландська | Republiek van Zuid-Afrika | Zuid-Afrika     | 1961 — 1983 |